# نیلا فیشر
اوسا نیلا ماریا فیشر (زادهٔ ۲ اوت ۱۹۸۴) یک بازیکن زن فوتبال اهل کشور سوئد است. وی برای تیم وولفسبورگ و تیم ملی فوتبال زنان سوئد بازی می‌کند. او پیشتر کاپیتان باشگاه فوتبال روزنگرد بود.

## پیشه
فیشر پس از اولین بازی ملی خود در ژانویهٔ ۲۰۰۱ که در مقابل تیم ملی نروژ بیشتر بازی‌های خود را برای تیم سوئد در پست هافبک دفاعی بازی کرده‌است.در سال ۲۰۱۳ پست وی با نظر سرمربی وقت تیم ملی سوئد پیا سوندهاگه به بازیکن مدافع میانی تغییر یافت.که این تغییر پست همزمان شد با بهبود گلزنی او و وی موفق شد که در مسابقات فوتبال زنان اروپا ۲۰۱۳ که میزبانی آن را کشور سوئد عهده‌دار بود سه مرتبه گلزنی کند.
عملکرد وی در تیم سوئد که منجر به رفتن این تیم به نیمه نهایی بود باعث شد تا تیم وولفسبورگ که قهرمان باشگاه‌های اروپا بود به وی پیشنهادی برای پیوستن به این تیم را بدهد. فیشر با قبول این پیشنهاد در تاریخ ۱ ژانویهٔ ۲۰۱۴ به کشور آلمان نقل مکان کردتا باشگاه وولفسبورگ اجازه‌نامه انتقال فوری فیشر را از باشگاهش بگیرد.نیلا فیشر اولین بازی خود را برای تیم جدیدش در فصل ۲۰۱۴–۲۰۱۳ بوندس‌لیگا و در مقابل تیم بایرن مونیخ انجام داد. این بازی در خانه و در مقابل چشمان ۸٬۲۴۹ تماشاگر و در تاریخ ۷ سپتامبر ۲۰۱۳ انجام شد.

## زندگی شخصی
در سال ۲۰۱۳ فیشر در مصاحبه‌ای با مجلهٔ کیو اکس اعلام داشت که قصد ازدواج با همکار زن خود را دارد. در دسامبر سال ۲۰۱۳ وی با شریک خود ماریا میکیلا ازدواج کرد.

## افتخارات

### باشگاهی
ال‌دی‌بی اف سی مالمو
- دامالسوئنسکان: قهرمان سالهای ۲۰۱۰ , ۲۰۱۱
- جام حذفی فوتبال سوئد: قهرمان سال ۲۰۱۱

وی‌اف‌ال وولفسبورگ
- لیگ قهرمانان اروپای زنان: قهرمان فصل ۲۰۱۴–۲۰۱۳
- بوندس‌لیگا: قهرمان ۱۴–۲۰۱۳
- جام حذفی فوتبال آلمان: قهرمان ۱۵–۲۰۱۴ , ۱۶–۲۰۱۵

### ملی
بازی‌های المپیک تابستانی: مدال نقره، ۲۰۱۶